# Daniel Rodrigo Martins
Daniel Rodrigo Martins (Buenos Aires; 18 de octubre de 1980) conocido artísticamente como Dani Martins es un presentador de televisión, locutor de radio, actor, actor de voz y cantante argentino. Como actor formó parte de telenovelas como Chiquititas o Campeones de la vida. En el 2000 ingresó a Disney Channel Latinoamérica como conductor del programa tipo magazín Zapping Zone, siendo el único conductor que estuvo los doce años que duró el programa.

## Carrera como actor y conductor
Condujo el programa Zapping Zone de Disney Channel (Latinoamérica) en Latinoamérica, donde le dio vida a recordados personajes como Zito Segovia, el despistado detective John Casocerrado y la emblemática estrella de rock Tommy Trueno, entre otros.
Participó de varias ediciones de los Disney Channel Games. 
En 2010 fue convocado para doblar a  Óscar, personaje de la serie animada de Disney Pecezuelos.
En 2012 anuncia por medio de una Twitcam, el final de grabaciones de Zapping Zone, programa que animó desde sus inicios en el año 2000.
Entre 2012 y 2013 estuvo al frente del programa The U-Mix Show.
Fue conductor y productor de Pijama Party, programa emitido por Disney Channel de 2015 a 2018.
En 2019 interpretó a Alan Salazar en la serie O11CE, emitida por Disney XD y Disney Channel. Se destacó por una participación especial, haciendo de un técnico manipulado por intereses del fútbol.
En 2019, todavía grabando la serie O11CE, condujo un reality de juegos y entretenimientos para BYUTV. 
Actualmente conduce la Copa Conmebol Libertadores a través de Facebook Watch, realizando previa del partido, partido, entretiempo y post-partido.

## Radiodifusión
Por otro lado también ha incursionado en el ámbito de la radiodifusión; durante el 2010 en Radio Disney tuvo su propio programa llamado "Noche Libre" junto a Vinicius Campos.

## Filmografía
| Televisión | Televisión                      | Televisión       | Televisión                                  |
| Año        | Título                          | Rol              | Canal                                       |
| ---------- | ------------------------------- | ---------------- | ------------------------------------------- |
| 1996       | Chiquititas                     | Javier           | Telefe                                      |
| 1997—1998  | Caramelito en barra             |                  | Canal 13                                    |
| 1998       | Gemelos                         |                  | Canal 9                                     |
| 1999—2000  | Campeones de la vida            | Nicolás "Nico"   | Canal 13                                    |
| 2000—2012  | Zapping Zone                    | Conductor        | Disney Channel Latinoamérica                |
| 2010       | Highway: Rodando la Aventura    | Daniel           | Disney Channel Latinoamérica                |
| 2011       | Peter Punk                      | Segundo Primicia | Disney XD Latinoamérica                     |
| 2011       | Celebratón                      | Conductor        | Disney Channel Latinoamérica                |
| 2012—2013  | The U-Mix Show                  | Conductor        | Disney Channel Latinoamérica                |
| 2014—2018  | Pijama Party                    | Conductor        | Disney Channel Latinoamérica                |
| 2016       | Soy Luna                        | Él mismo         | Disney Channel Latinoamérica                |
| 2019       | O11CE                           | Alan Salazar     | Disney XD Latinoamérica                     |
| 2022       | Código viaje                    | Conductor        | Telefe                                      |
| 2022       | Recreo                          | Conductor        | América TV                                  |
| Cine       |                                 |                  |                                             |
| Año        | Título                          | Rol              | Productora                                  |
| 2008       | High School Musical: El desafío | Donato           | Walt Disney Pictures y Patagonik Film Group |
| Doblaje    |                                 |                  |                                             |
| Año        | Título                          | Rol              | Canal                                       |
| 2009       | Power Rangers RPM               | Dillon           | ABC                                         |
| 2010-2014  | Pecezuelos                      | Oscar            | Disney Channel Latinoamérica                |
| Radio      |                                 |                  |                                             |
| Año        | Título                          | Rol              | Emisora                                     |
| 2010       | Noche Libre                     | Locutor          | Radio Disney Argentina                      |